# I picchiatelli
Pour plus de détails, voir Fiche technique et Distribution.
I picchiatelli est un film d'animation italien réalisé par Antonio Attanasi, sorti en Italie en 1958.
Le thème central du film est la fabrication d'un dessin animé.

## Fiche technique
- Titre : I picchiatelli
- Titre alternatif : Montagna Tonante
- Titres américains : They're Crazy ; The Spades
- Réalisation : Antonio Attanasi
- Scénario :
- Production : Antonio Attanasi pour Alfa Beta Films (Italie)
- Musique :
- Pays : Italie
- Format : Couleur (Ferraniacolor)
- Genre : Film d'animation
- Durée : 58 minutes (?)
- Date de sortie : 1958

## Commentaires
On sait peu de choses au sujet du contenu de ce film qui associe prises de vues réelles et dessins. Les animateurs filmés interagissent avec leurs créatures, un peu à la manière des pionniers de l'animation, tel Max Fleischer dans Out of the Inkwell.
Selon les sources, des divergences apparaissent quant à la date de sortie, mais 1958 semble la date la plus probable. La durée du film n'est pas certaine non plus.